# Estació de Callosa de Segura
Callosa de Segura és una estació de ferrocarril situada al municipi valencià homònim, a la comarca del Baix Segura. Forma part de la línia C-1 de Rodalies Múrcia/Alacant. Disposa també de serveis de mitjana distància.

## Situació ferroviària
Es troba en la línia fèrria d'ample ibèric Alacant-El Reguerón, pq 44,5 a 17,71 metres d'altitud.

## Història
L'estació va ser inaugurada l'11 de maig de 1884 amb la posada en funcionament de la línia Alacant-Alquerías. Les obres van ser a càrrec de la Companyia dels Ferrocarrils Andalusos que d'aquesta forma expandia la seua xarxa fora de la seua principal zona d'actuació. La línia enllaçava en Alquerías amb MSA, fet que va permetre unir Alacant amb Múrcia. En 1941, amb la nacionalització del ferrocarril a Espanya, l'estació va passar a ser gestionada per RENFE.
Des del 31 de desembre de 2004, Adif és la titular de les instal·lacions ferroviàries.

## Serveis ferroviaris

### Rodalies
Pertany a la línia C-1 de Rodalies Múrcia/Alacant. La freqüència de pas és un tren cada 30-60 minuts. Els CIVIS de la línia tenen parada a l'estació.

### Mitjana Distància
Disposa de serveis de mitjana distància que permeten connexions amb ciutats com Múrcia, València, Saragossa o Osca.
| Línia MD | Trens     | Origen/Destinació |  | Destinació/Origen           |
| -------- | --------- | ----------------- |  | --------------------------- |
|          | Intercity | Osca              |  | Múrcia del Carmen           |
| 43       | MD        | Alacant-Terminal  |  | Estació de Llorca-Sutullena |
| 44       | MD        | València-Nord     |  | Cartagena                   |